# 白岡市
白岡市（しらおかし）は、埼玉県の東部に位置する市。
人口は約5万2千人。旧南埼玉郡。

## 概要
農地が広がる一方、東京都心から約40 kmに位置することからベッドタウンとしての特徴も有しており、1960年代から1990年代にかけて人口が急増した。
1980年代以降新白岡駅周辺において白岡ニュータウンが整備され、前身である白岡町（しらおかまち）の人口は一貫して緩やかな増加を続け、2010年（平成22年）に行われた国勢調査において市制施行条件の一つである人口5万人を突破した。2011年（平成23年）4月1日に市制施行準備室が設置され、2012年（平成24年）10月1日に町単独で市制を施行した。
市内には田畑や果樹園、森林など多くの緑が残されている。
交通は東京からの放射線と首都圏の環状線が軸となっている。
鉄道は、JR東北本線（宇都宮線）白岡駅および同線新白岡駅がある。高速道路は首都圏中央連絡自動車道（圏央道）白岡菖蒲ICがあり、付近に東北自動車道久喜ICがある。
商業地域は、主に白岡駅・新白岡駅の周辺および県道さいたま栗橋線周辺を中心に発達している。

## 地理
関東平野の中央からやや南寄りに位置し、ほぼ平坦な地形である。一方、台地と低地が入り組んでおり、市内最高点は白岡地区の16mである。蓮田市との市境を元荒川が流れており、小河川が複数縦断する。東部には大宮台地の支台である白岡台地・慈恩寺台地が存在する。

### 隣接している自治体・行政区
- さいたま市（岩槻区）
- 春日部市
- 久喜市
- 蓮田市
- 南埼玉郡宮代町

### 河川・湖沼
河川
- 元荒川
- 星川
- 備前堀川
- 姫宮落川
- 隼人堀川
- 庄兵衛堀川
- 野通川
- 三ヶ村落堀
- 沼落
- 白石様堀
- 高岩落川
- 新堀排水路（新堀）
- 逆井落

用水路
- 見沼代用水
- 黒沼用水
- 笠原用水
- 上田用水
- 馬立用水

湖沼
- 柴山沼
- 皿沼

### 市名の由来
1954年（昭和29年）に3村が合併した際、白岡駅にちなんで「白岡町」と名付けられ、2012年の市制移行の際にもそのまま「白岡」の名前が引き継がれた。「白岡」という地名自体の由来には諸説ある。
1. 正福院貝塚の貝殻が元荒川方向から見ると、太陽の光で光輝いて見える岡という説。
2. 平安時代の嘉祥2年（849年）に慈覚大師が白岡八幡宮を訪れた際、大師の前に三羽の白い鳩が舞い遊んだ。その様子を見た大師が「白鳩の住める白い岡」により、白岡と命名した説（白岡八幡宮縁起）。
3. 蓮田市大字貝塚からほど近い場所に位置する白岡。古代この場所が海岸だったため、打ち寄せる波しぶきと泡がこの辺りを覆っていた。丘に白く光る泡をみて白岡と称されたとの言い伝えがある。

## 人口
最新の国勢調査（2015年）確定値は、2010年（平成22年）調査比＋2.51%となり、一貫して緩やかな増加が続いている。
| |                                        |  |
| 白岡市と全国の年齢別人口分布（2005年） | 白岡市の年齢・男女別人口分布（2005年） |  |
| ■紫色 ― 白岡市 ■緑色 ― 日本全国 | ■青色 ― 男性 ■赤色 ― 女性              |  |
| 白岡市（に相当する地域）の人口の推移 \| 1970年（昭和45年） \| 21,990人 \| \| \| 1975年（昭和50年） \| 27,690人 \| \| \| 1980年（昭和55年） \| 31,624人 \| \| \| 1985年（昭和60年） \| 34,171人 \| \| \| 1990年（平成2年） \| 38,319人 \| \| \| 1995年（平成7年） \| 43,225人 \| \| \| 2000年（平成12年） \| 46,999人 \| \| \| 2005年（平成17年） \| 48,389人 \| \| \| 2010年（平成22年） \| 50,271人 \| \| \| 2015年（平成27年） \| 51,535人 \| \| \| 2020年（令和2年） \| 52,214人 \| \| |                                        |  |
| 総務省統計局 国勢調査より |                                        |  |
| 1970年（昭和45年） | 21,990人                               |  |
| 1975年（昭和50年） | 27,690人                               |  |
| 1980年（昭和55年） | 31,624人                               |  |
| 1985年（昭和60年） | 34,171人                               |  |
| 1990年（平成2年） | 38,319人                               |  |
| 1995年（平成7年） | 43,225人                               |  |
| 2000年（平成12年） | 46,999人                               |  |
| 2005年（平成17年） | 48,389人                               |  |
| 2010年（平成22年） | 50,271人                               |  |
| 2015年（平成27年） | 51,535人                               |  |
| 2020年（令和2年） | 52,214人                               |  |

## 都市情報

### 白岡市民憲章
- 豊かな緑を愛し、自然環境を守ります。
- きまりを守り、互いの人権を尊重します。
- 教養と文化を高め、スポーツに親しみます。
- 思いやりと善意の心で、奉仕します。
- 仕事に誇りをもち、明るい家庭を築きます。

### 友好都市
2020年（令和2年）8月5日、千葉県君津市と友好都市協定を締結。両市ゆかりの人物である新井白石をきっかけとして、市民同士の交流を重ねてきていた。

## 歴史
- 1889年（明治22年）4月1日 - 町村制施行に伴い、南埼玉郡に以下の11村が成立。
  - 篠津村
  - 大山村
  - 岡泉村・実ケ谷村・千駄野村・小久喜村・上野田村・下野田村・爪田ケ谷村・太田新井村・彦兵衛村の9村は市町村組合を構成。
- 1895年（明治28年）3月15日 - 岡泉村・実ヶ谷村・千駄野村・小久喜村・上野田村・下野田村・爪田ヶ谷村・太田新井村・彦兵衛村が合併し、日勝村成立。
- 1908年（明治41年）5月1日 - 地内を通る鉄道（後の東北本線、翌年路名称制定）の蓮田 - 久喜間に白岡信号所が開設される。
- 1910年（明治43年）2月11日 - 白岡信号所が駅に改修され、東北本線白岡駅が開業する。
- 1954年（昭和29年）9月1日 - 篠津村・日勝村および大山村のうち大字柴山・大字荒井新田・大字下大崎が合併し、白岡町となる。
- 1955年（昭和30年）4月13日 - 町章（現市章）制定。
- 1987年（昭和62年）4月13日 - 新白岡駅開業。
- 1990年（平成2年）3月10日 - 地内を通る東北本線に「宇都宮線」の愛称を設定、使用開始される。
- 2009年（平成21年）4月1日 - 住民基本台帳人口が5万人を突破。
- 2011年（平成23年）5月29日 - 首都圏中央連絡自動車道（圏央道）の白岡菖蒲インターチェンジ - 久喜白岡ジャンクション間が開通[4]。
- 2012年（平成24年）10月1日 - 白岡町が市制施行して白岡市が誕生。埼玉県内では延べ46番目[5]。
  - 埼玉県内の単独市制施行は、1996年（平成8年）4月の吉川市以来16年半ぶり。
- 2015年（平成27年）10月31日 - 首都圏中央連絡自動車道（圏央道）の桶川北本インターチェンジ - 白岡菖蒲インターチェンジ間が開通[6]。
- 2020年（令和2年） - 新型コロナウイルス感染症拡大に伴い、市内の小中学校の臨時休業が続く[7]。白岡まつりなどのイベントも中止[8]。
- 2025年（令和7年）5月6日 - 市役所本庁舎から出火。一階部分が焼失[9]。修繕には約3年、建て替えの場合はそれ以上かかる見込みであり、復旧までの間、仮設庁舎や閉校した校舎の活用などで対応する[10]。

## 行政
- 市長：藤井栄一郎（2020年11月26日就任、2期目）

### 歴代市長
| 代 | 氏名       | 就任                       | 退任                      | 備考       |
| -- | ---------- | -------------------------- | ------------------------- | ---------- |
| 1  | 小島卓     | 2012年（平成24年）11月18日 | 2020年（令和2年）11月25日 | 元白岡町長 |
| 2  | 藤井栄一郎 | 2020年（令和2年）11月26日  | 現職                      |            |

### 予算
平成30年度（2018年度）予算
- 一般会計 144億円
  - 市税収入見込額 70億円
  - 市債 11億円
- 地方交付税 108億円

### 行政サービス
- 白岡市安心安全メールサービス（無料） - 防災行政無線で放送した防災情報等をメールで通知。

### 広域行政
一部事務組合
- 埼葛斎場組合 - 春日部市、蓮田市、北葛飾郡杉戸町とともに斎場運営を行っている。
- 蓮田白岡衛生組合 - 蓮田市とともにごみ処理およびし尿処理を行っている。
- 埼玉東部消防組合 - 加須市、久喜市、幸手市、杉戸町、宮代町とともに消防の運営を行っている。

協議会
- 東部中央都市連絡協議会 - 白岡市・春日部市・蓮田市・南埼玉郡宮代町・北葛飾郡杉戸町で構成されている。
- 田園都市づくり協議会 - 久喜市・蓮田市・幸手市・白岡市・南埼玉郡宮代町・北葛飾郡杉戸町で構成している。
- 埼玉利根保健医療圏医療連携推進協議会（とねっと） - 利根保健医療圏（行田市・加須市・羽生市・久喜市・蓮田市・幸手市・白岡市・宮代町・杉戸町）

## 議会

### 衆議院
- 選挙区：埼玉13区（春日部市の一部、越谷市の一部、久喜市の一部、蓮田市、白岡市、南埼玉郡）
- 任期：2021年10月31日 - 2025年10月30日
- 当日有権者数：258,730人
- 投票率：58.53％

| 当落 | 候補者名 | 年齢 | 所属党派   | 新旧別 | 得票数    | 重複 |
| ---- | -------- | ---- | ---------- | ------ | --------- | ---- |
| 当   | 土屋品子 | 69   | 自由民主党 | 前     | 101,149票 | ○    |
|      | 三角創太 | 33   | 立憲民主党 | 新     | 86,923票  | ○    |
|      | 赤岸雅治 | 60   | 日本共産党 | 新     | 16,622票  |      |

## 経済

### 平均所得
354万1,164円（平成29年総務省調査）
埼玉県63市町村中、さいたま市、和光市、戸田市、朝霞市、志木市に次ぎ第6位である。

### 産業
- 梨（埼玉県内一の生産量）

### 本社を置く主な企業
- 大成ラミックグループ

### 主な事業所
- 壱番屋 埼玉営業所
- 三菱電線工業 関東流通センター

### 金融機関
- 埼玉りそな銀行白岡支店
- 足利銀行白岡支店
- 武蔵野銀行新白岡支店
- 埼玉縣信用金庫白岡支店
- 南彩農業協同組合
  - 白岡大山支店
  - 日勝支店

## 地域

### 健康
- 平均年齢：47.1歳（男46.0歳、女48.1歳、2021年〈令和3年〉1月1日時点[11]）
埼玉県63市町村の中で、若い順で19位である。
- 合計特殊出生率：1.32（2019年〈令和元年〉[12]）
埼玉県の市の中で、滑川町 (1.54) ・横瀬町 (1.50) ・志木市 (1.39) ・朝霞市 (1.37) ・吉川市 (1.33) に次ぎ、宮代町と並んで6番目の高さであり、県平均の1.27を上回っている。

#### 医療機関
二次医療圏としては埼玉県利根医療圏に属する。

### 教育
幼稚園
- 興善寺幼稚園
- 白岡天使幼稚園
- 杉の子幼稚園
- 菁莪幼稚園

保育所

| - 高岩保育所 - 千駄野保育所 - 西保育所 - 興善寺保育園 - しらおか虹保育園 | - 東児童クラブ（白岡東小学校） - 西児童クラブ（西小学校） - 南児童クラブ（南小学校） - 菁莪児童クラブ（菁莪小学校） - 篠津児童クラブ（篠津小学校） |

小学校
- 白岡市立篠津小学校
- 白岡市立白岡東小学校
- 白岡市立菁莪小学校
- 白岡市立西小学校
- 白岡市立南小学校

中学校
- 白岡市立篠津中学校
- 白岡市立白岡中学校
- 白岡市立菁莪中学校
- 白岡市立南中学校

高等学校
- 埼玉県立白岡高等学校

### 公共施設
| - 白岡市立図書館 - 保健センター（保健福祉総合センター内） - 勤労青少年ホーム - 中央公民館 - 大山民俗資料館 - コミュニティセンター - B&G海洋センター（温水プール） - 市民テニスコート - 勤労者体育センター - 千駄野運動広場 - 老人福祉センター | - 社会福祉協議会 - シルバー人材センター - ありの実館 - 東ありの実館 - 在宅介護支援センター 光乃里 - 太陽の里 - 高岩在宅介護支援施設（いきいきさぽーと） - 保健福祉総合センター（はぴすしらおか） - 西児童館・子育てサロン「らぶちる」 - 東児童館・子育て支援センター「はぴちる」 - 高岩保育所・子育てサロン「ぷりちる」 - 生涯学習センターこもれびの森 |

### 公園
| - 総合運動公園 - 白岡公園（野球場） - ふれあいの森公園 - どんぐり公園 - ツツジヶ丘公園 - イチョウ公園 - モミジ公園 - シラカバ公園 - アジサイ公園 - 久伊豆公園 - 八幡公園 - 高岩公園 - 新白岡もみじ公園 - 新白岡さくら公園 - 新白岡中央公園 - 新白岡くすのき公園 - 新白岡さざんか公園 - 新白岡けやき公園 - 新白岡つつじ公園 - 駒形公園 - 原ヶ井戸北公園 - 原ヶ井戸南公園 - 中ノ宮公園 | - 岡泉鷲宮児童遊園地 - 実ヶ谷児童遊園 - 千駄野八幡児童遊園 - 千駄野稲荷児童遊園 - 小久喜沖山児童遊園地 - 小久喜埜地児童遊園 - 小久喜埜地第二児童遊園 - 小久喜里児童遊園 - 小久喜三光区児童遊園 - 小久喜相野谷児童遊園 - 上野田鷲宮児童遊園 - 上野田本村児童遊園 - 上野田山中児童遊園 - 上野田宮山第一児童遊園 - 上野田宮山第二児童遊園 - 上野田宮山第三児童遊園 | - 下野田鷲宮児童遊園 - 太田新井安楽寺児童遊園 - 太田新井海老島児童遊園 - あけぼの児童遊園 - 東伸児童遊園 - 篠津久伊豆児童遊園 - 篠津志部児童遊園 - 高岩天満児童遊園 - 白岡茶屋児童遊園 - 白岡茶屋第二児童遊園 - 白岡青葉台児童遊園 - 白岡東児童遊園 - 柴山児童遊園 - 下大崎住吉児童遊園 |

### 警察
- 久喜警察署（久喜市）
  - 白岡駅前交番
  - 新白岡駅前交番
  - 下野田駐在所

### 消防
- 埼玉東部消防組合・白岡消防署（消防広域化前は白岡市消防本部）
  - 篠津分署
- 白岡市消防団 - 本部および7分団、消防団員130名で市内全域を管轄。各分団に消防ポンプ自動車1台を配置。

### 電話番号
市外局番は、市内全域が「0480」。同一市外局番の地域との通話は市内通話料金で利用可能（久喜MA）。収容局は白岡局、白岡大山局。

### 郵政
郵便番号は、市内全域が「349-02xx」（久喜郵便局が集配を担当）である。
- 白岡郵便局
  - 白岡岡泉郵便局
  - 新白岡駅前郵便局
  - 西白岡郵便局
  - 大山郵便局

## 交通

### 鉄道
東日本旅客鉄道（JR東日本）
 宇都宮線（東北本線）・■上野東京ライン・ 湘南新宿ライン
- - 白岡駅 - 新白岡駅 -

### バス
- 朝日自動車
  - 蓮田駅東口 - 西新宿 - 菖蒲仲橋線
  - 蓮田駅東口 - 西新宿 - 下大崎線
  - 蓮田駅西口 - 柴山 - 菖蒲車庫線
  - 蓮田駅西口 - 柴山 - 丸谷線
  - 白岡駅 - 除堀 - 菖蒲仲橋線

1999年にコミュニティバス「白岡町内循環バス」を運行開始したが、2007年3月末をもって廃止された。2014年よりデマンド交通サービス「白岡市のりあい交通」を導入している。白岡市のりあい交通の利用には事前の利用者登録が必要。

### 道路
高速自動車国道
- 東北自動車道
  - 白岡BS（休止中）
  - 久喜白岡JCT

国土交通大臣指定に基づく高規格幹線道路（一般国道の自動車専用道路）
- 首都圏中央連絡自動車道（国道468号）
  - 白岡菖蒲IC
  - 久喜白岡JCT

一般国道
- 国道122号
  - 国道122号騎西菖蒲バイパス

県道
- 主要地方道
  - 埼玉県道3号さいたま栗橋線
  - 埼玉県道5号さいたま菖蒲線
  - 埼玉県道65号さいたま幸手線
  - 埼玉県道78号春日部菖蒲線
  - 埼玉県道87号上尾久喜線
- 一般県道
  - 埼玉県道145号白岡停車場南新宿線
  - 埼玉県道162号蓮田白岡久喜線

その他の道路
- 南北埼広域農道

## 名所・旧跡・観光スポット

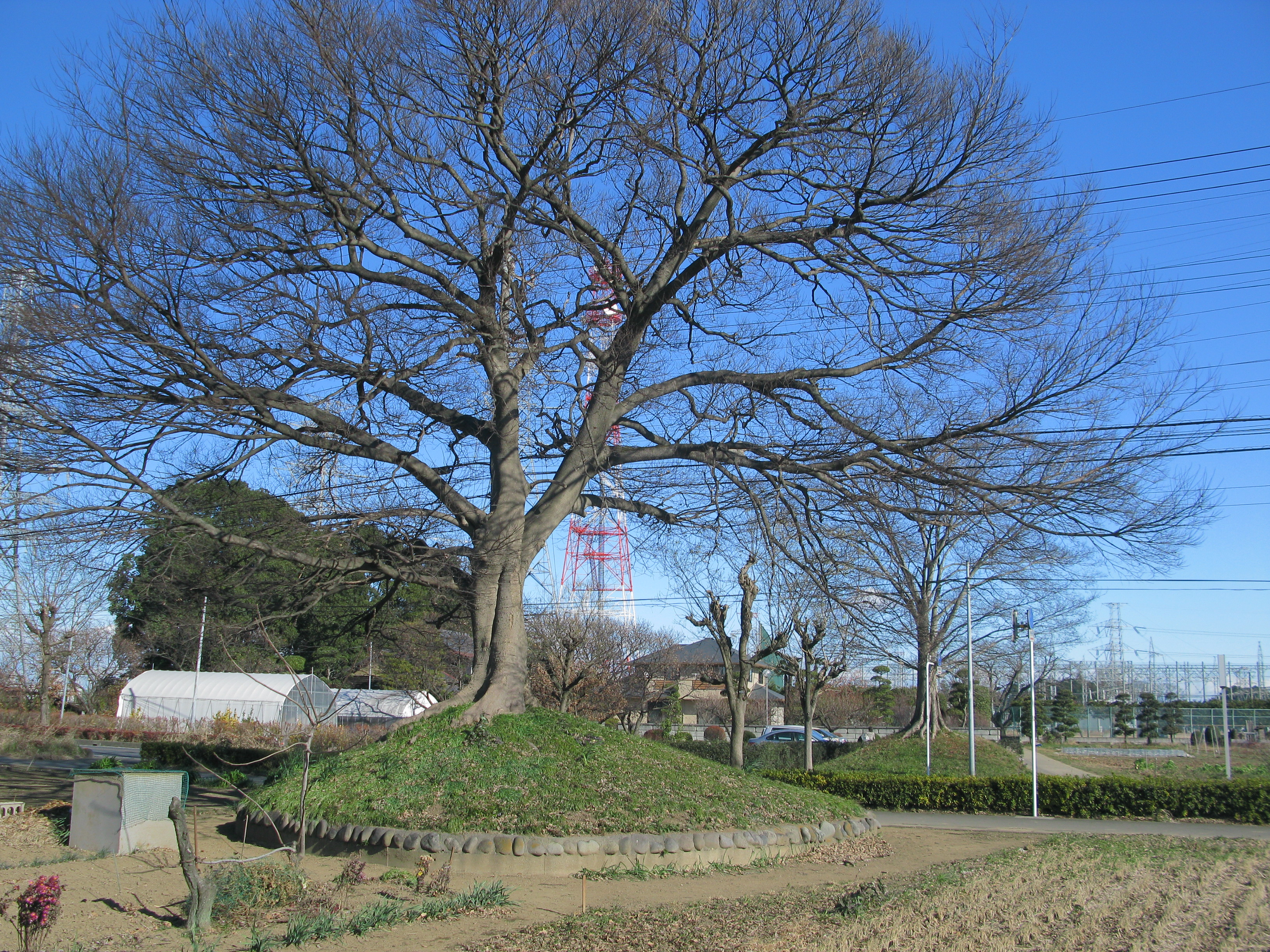
下野田一里塚

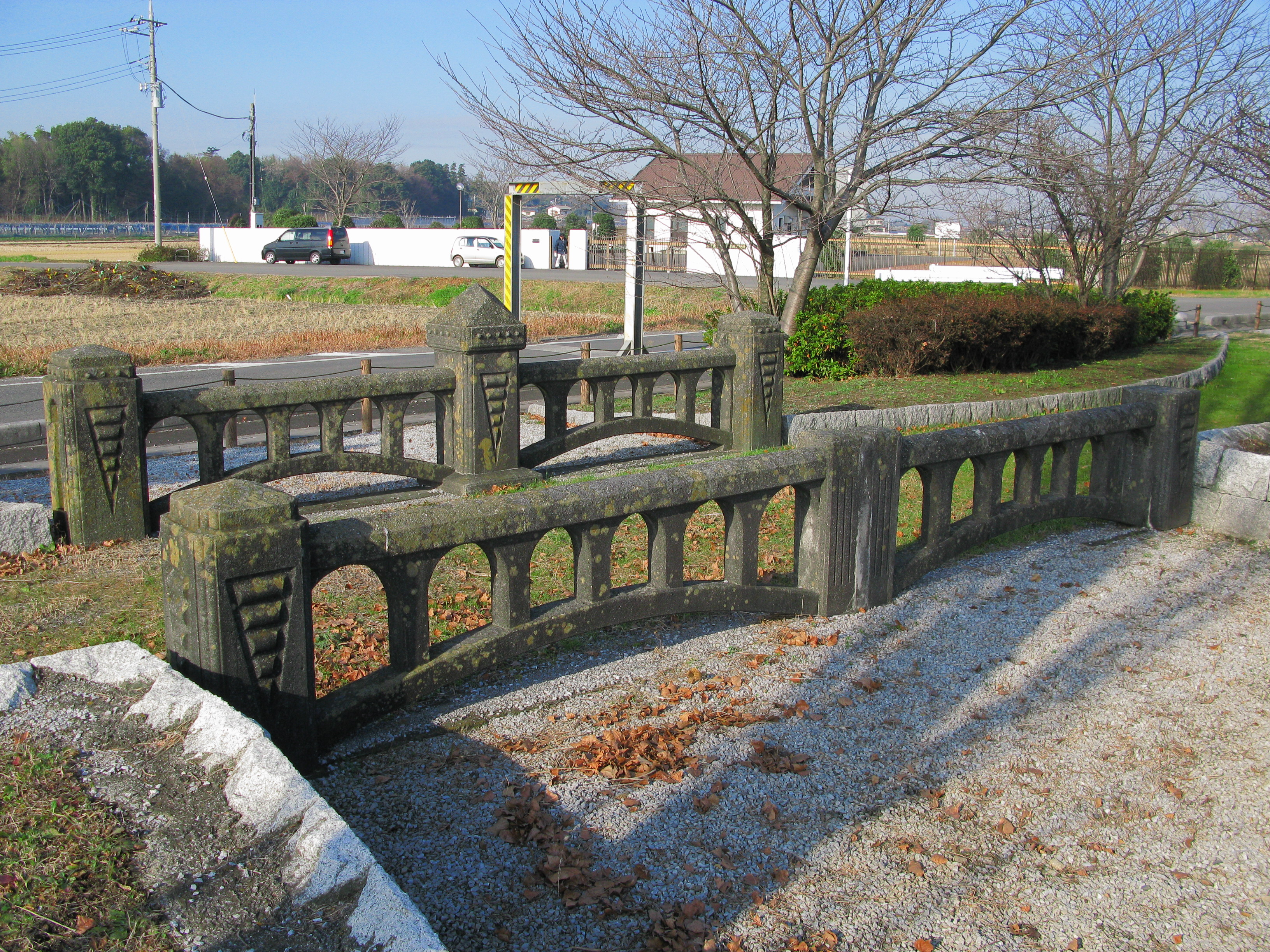
旧・柴山伏越の欄干

- 東武動物公園（西ゲート側）
- 東武スーパープール
- 白岡八幡宮
鶴岡八幡宮（鎌倉市）と富岡八幡宮（江東区）と並ぶ日本三岡八幡宮の一つ。
- 柴山伏越
見沼代用水と元荒川が立体交差する。
- 日光御成街道
- 鎌倉街道
- 一里塚（下野田、埼玉県指定史跡）
日光御成街道中、日本橋から数えて11番目の一里塚。
- 高台橋
- 古代蓮（野牛・高岩土地区画整理地内・調整池）
- 興善寺（埼玉県指定有形文化財　木造阿弥陀如来立像を安置）
- 正福院
- 常福寺
享保年間、8代将軍吉宗の命を受け見沼代用水などの干拓事業を行った井澤弥惣兵衛の墓が存在する。
- 大山民俗資料館
- 獅子博物館
- 白岡天然温泉「八幡の湯」
- しらおか味彩センター（農産物直売所）
- もちもちの木

## マスコットキャラクター
- なしべえ&なしりん
- シラオ仮面

## 著名人

### 出身者
- 山口六郎次（元衆議院議員）
- 藤井栄一郎（白岡市長）
- 小島卓（元白岡市長）
- 佐藤大樹（EXILE・パフォーマー）
- 小川史記  (PRIZMAX・パフォーマー)
- 江崎史恵（NHKアナウンサー）
- 竹内真理（元東日本放送アナウンサー、現フリーアナウンサー）
- 奈良原浩（元プロ野球選手・福岡ソフトバンクホークスヘッドコーチ）
- 鈴木祐輔（元サッカー選手・ロアッソ熊本）
- 神田千絵（元バレーボール選手・岡山シーガルズ）
- 久志麻理奈（元アイドル）
- センバ太郎（漫画家 『ちびくろさんぼ』『しあわせの王子』ほか作品にて、第4回小学館漫画賞受賞）
- 奈良徹（声優）
- 中山顕（陸上選手・第95回（2019年）箱根駅伝出場）
- 荒井悠汰（サッカー選手・FC東京）

### ゆかりのある人物
- 山口敏夫（政治家、元労働大臣） - 父（山口六郎次）の出身地。
- 下川正將（プロカバディ選手） - 生まれはカリフォルニア州ロサンゼルス
- 新井白石（江戸時代の政治家、朱子学者）- 白岡市野牛地区領主

## 白岡市が舞台となっている作品
- ドラマ
  - ホタルノヒカリ - 日本テレビ、白岡ニュータウン周辺
  - ロミオとジュリエット - 日本テレビ、白岡ニュータウン周辺
  - 南くんの恋人 - テレビ朝日、埼玉県立白岡高等学校周辺
  - ダブルス〜二人の刑事 - TBS、下大崎工業団地周辺
  - 炎の警備隊長・五十嵐杜夫 - TBS、白岡ニュータウン周辺
  - 佐々木夫妻の仁義なき戦い - TBS、白岡ニュータウン周辺
  - 壁ぎわ税務官 - フジテレビ、白岡ニュータウン周辺
  - 遺品整理屋は見た! - フジテレビ、白岡ニュータウン周辺
  - SOIL - WOWOW, 白岡ニュータウン周辺
  - 若者たち - フジテレビ
- 映画
  - いぬのえいが - ザナドゥー、白岡ニュータウン周辺
  - アザーライフ - ディースクエアピクチャーズ、白岡ニュータウン周辺
  - L change the WorLd - ワーナー・ブラザース、白岡ニュータウン周辺
- 小説
  - 折原一『黒星警部シリーズ』白岡警察署に所属する警官が主人公。ただし実在の白岡の地名はほとんど登場しない。